# Federazione calcistica del Niger
La Federazione calcistica del Niger (fra. Fédération Nigerienne de Football; arabo اتحاد النيجر لكرة القدم, acronimo FENIFOOT) è l'ente che governa il calcio in Niger.
Fondata nel 1967, si affiliò alla FIFA e alla CAF nello stesso anno. Ha sede nella capitale Niamey e controlla il campionato nazionale, la coppa nazionale e la Nazionale del paese.